# 天主教科沙林-科沃布日格教区
天主教科沙林-科沃布日格教區（拉丁語：Dioecesis Coslinensis-Colubregana）是波蘭一個羅馬天主教教區。教座位於科沙林。屬什切青-卡緬總教區。
2011年，在當地912,000人口中，有教友841,800人，佔轄區總人口92.8%、219個堂區、562名司鐸、132名修士、248名修女。現任主教為愛德華·達伊恰克。
1972年6月28日自柏林教區分出，成為教區。